# Daniel Murphy (Erzbischof)
Daniel Murphy (* 15. Juni 1815 in Crookstown (County Cork), Irland; † 29. Dezember 1907 bei George Town, Australien) war ein irischer Geistlicher und römisch-katholischer Erzbischof von Hobart.

## Leben
Daniel Murphy empfing am 8. Februar 1838 durch den Erzbischof von Dublin, Daniel Murray, das Sakrament der Priesterweihe für das Erzbistum Dublin.
Am 16. Dezember 1845 wurde er zum Titularbischof von Philadelphia in Arabia und zum Koadjutor des Apostolischen Vikars von Madras im damaligen Mogulreich ernannt. Die Bischofsweihe spendete ihm am 11. Oktober des darauffolgenden Jahres der Bischof von Cork, John Murphy; Mitkonsekratoren waren der Bischof von Limerick, John Ryan, und der Bischof von Kerry, Cornelius Egan.
Mit der Errichtung des Apostolischen Vikariats Hyderabad durch Papst Pius IX. aus Gebietsabtretungen des Apostolischen Vikariats Madras am 20. Mai 1851 wurde Daniel Murphy zum Apostolischen Vikar von Hyderabad ernannt. Dieses Amt bekleidete er bis zu seiner Ernennung zum Koadjutorbischof von Hobart in Tasmanien am 14. November 1865. Am 21. Januar 1866 folgte er Robert William Willson als Bischof nach und wurde am 3. Mai desselben Jahres inthronisiert. Zwischen 1869 und 1870 nahm Daniel Murphy als Konzilsvater am Ersten Vatikanischen Konzil teil.
Mit der Erhebung des Bistums Hobart zum Erzbistum am 3. August 1888 wurde Daniel Murphy zum Erzbischof. Dieses Amt bekleidete er bis zu seinem Tod am 29. Dezember 1907.